# سوزان كيلرين
سوزان كيلرين (بالإنجليزية: Susan Kilrain)‏ (مواليد 24 تشرين الأول\أكتوبر، 1961) وضابط في بحرية الولايات المتحدة سابقة، ورائدة فضاء سابقة في ناسا.

## حياتها الشخصية
ولدت سوزان كيلرين في أوغستا (جورجيا)، باسم سوزان لي ستيل والدها الدكتور جوزيف ستيل، ووالدتها جين آن باثو؛ لها 9 أخوة وأخوات. كان والدها جراحاً مختصاً بالحروق، أسس مركز جوزيف ستيل للحروق في أوغستا.
تخرجت سوزان من مدرسة وولنت هيل في ناتيك عام 1979. ثم التحقت بجامعة إمبري-ريديل للطيران عام 1982 بدرجة بكالوريوس في هندسة الطيران والفضاء الجوي، كما حصلت على الماجستير في هندسة الطيران من معهد جورجيا التقني عام 1985.
تزوجت من الأميرال كولين كيلرين وهو حالياً قائد العمليات الخاصة في منظمة حلف شمال الأطلسي ومقرها في بلجيكا. لها أربع أولاد وتقيم في فرجينيا بيتش (فرجينيا).
سوزان ناشطة كمتحدثة تحفيزية في المدارس والجامعات. رسالتها الرئيسية هي «عش أحلامك - أي شخص يمكنه أن يصبح رائد فضاء».

## العمل في البحرية
بعد تخرجها، عملت سوزان مسؤولة عن مشروع نفق الرياح التابع لشركة لوكهيد في ماريتا (جورجيا) في جورجيا، وحصلت على شهادة في الدراسات العليا. تكلّفت في بحرية الولايات المتحدة الأمريكية في عام 1985 وتخصصت كطيار بحري عام 1987. اختيرت لتعمل مدرب طيران في إيه-4 سكاي هوك وبعد ذلك قادت نورثروب غرومان إي إيه-6 بي براولر ضمن سرب الحرب الإلكترونية التكتيكية 33 في كي ويست في فلوريدا. بعد الانتها من الدراسة في كلية الطيارين الاختباريين في البحرية، تعينت في سرب المقاتلين 101 في فرجينيا للتدرب على إف-14 توم كات. سجلت سوزان 3000 ساعة طيران في أكثر من 30 طائرة مختلفة.

## العمل في ناسا
```
تم تعيين سوزان في 
مركز لندون بي جونسون للفضاء
 كمرشحة لتصبح رائدة فضاء في آذار (مارس) 1995. بعد عامٍ من التدريب عملت في العديد من الأمور التقنية في فرع أنظمة وعمليات المركبات التباع لمكتب رواد الفضاء. خدمت كضابط اتصال فضاء (
كابكوم
) في مهمة مراقبة أثناء إطلاق عدد من البعثات إلى الفضاء. شاركت في رحلتين فضائيتين سجلت فيهما 472 ساعة في الفضاء، كما طارت كطيار في البعثة 
إس تي إس-83
 (من 4 نيسان إلى 8 نيسان 1997) والبعثة 
إس تس إس-94
 (1 تموز إلى 17 تموز عام 1997). مؤخراً كانت مختصة تشريعية لمكوك الفضاء في مكتب الشؤون التشريعية في مقر ناسا في العاصمة الأمريكية واشنطن. تقاعدت سوزان كيلرين من مكتب رواد الفضاء في كان الأول (ديسمبر) عام 2002 ومن البحرية الأمريكية عام 2005.
[
3
]
```

### تجربة الطيران في الفضاء
اختصرت مهمة سوزان الأولى إس تي إس-83 بسبب وجود مشاكل في إحدى وحدات توليد الطاقة الثلاث التابعة لخلية الوقود في المكوك. كانت مدة المهمة 95 ساعة و12 دقيقة تقطع خلالها 1.5 مليون ميل في 63 مداراً حول الأرض. أما المهمة إس تي إس-94 فكانت عبارة عن إعادة تحليق لمهمة المختبر الفضائي «مختبر علوم الجاذبية (MSL-1)» وركزت المهمة على بحث علم المواد والاحتراق في الجاذبية الصغرى. كانت مدة المهمة 376 ساعة و45 دقيقة قطع خلالها المكوك 6.3 مليون ميل في 251 مداراً حول الأرض.

## جوائز وتكريمات
إضافة إلى عدّة أوسمة حصلت عليها من بحرية الولايات المتحدة، حازت سوزان كيلرين على رتبة الخريج المتميز من الطيران البحري، ورتبة الخريج المتميز من كلية الطيران التجريبي البحري الفئة 103.